# Juquinha das Neves
José Francisco das Neves, mais conhecido pelo epíteto de Juquinha, (Goiânia, 19 de janeiro de 1947) é um engenheiro elétrico, professor e político brasileiro que foi deputado federal por Goiás.

## Dados biográficos
Filho de Antônio Barbosa das Neves e Idalina Rodrigues da Silva. Graduado em Engenharia Elétrica pela Universidade Federal de Goiás em 1974, foi pós-graduado em Distribuição de Energia Elétrica pela Universidade Mackenzie em São Paulo em 1976 e cinco anos depois ingressou na pós-graduação em Administração para Executivos na referida universidade paulistana.
Após ser diplomado ingressou ainda em 1974 na atual Companhia Celg de Participações, naquela época uma empresa estatal chamada "Companhia Elétrica de Goiás" e nela ocupou cargos tais como chefe da Divisão de Projetos de Construção de Redes de Distribuição e chefe do Departamento de Engenharia de Distribuição até 1983 quando deixou a diretoria da empresa para ocupar um cargo no Departamento de Águas e Esgotos. Paralelamente foi professor de Matemática em diferentes instituições de ensino e em 1985 assumiu a diretoria de operações da CELG, empresa a qual presidiu nos governos Henrique Santillo, Agenor Rezende e Maguito Vilela.
Assessor de Siqueira Campos quando este cumpria o primeiro mandato frente ao governo do Tocantins, Juquinha das Neves foi eleito deputado federal via PMDB em 1998, embora tenha migrado sucessivamente para o PSDB e depois para o PL no curso do mandato. Em abril de 2003 assumiu a presidência da VALEC no governo Luiz Inácio Lula da Silva e ficou no cargo por oito anos.
Em fevereiro de 2017 foi condenado a dez anos e sete meses de prisão por lavagem de dinheiro e formação de quadrilha, crimes relacionados à construção da Ferrovia Norte-Sul.
Uma perícia judicial realizada no processo de improbidade administrativa que tramitou na 1 Vara Federal em Goiás em 2021 constatou que não houve sobrepreço na Ferrovia Norte-Sul.
Em 03/10/2023 foi absolvido por unanimidade pela 3 Turma do Tribunal Regional da 1 Região. Os processos de "Juquinha das Neves" foram considerados como o maior lawfare em face de um político no Estado de Goiás.